# Горенская (станция)
Го́ренская — узловая железнодорожная станция Киевского направления Московской железной дороги в городском округе Калуга Калужской области.

## Краткая характеристика
Входит в Московско-Смоленский центр организации работы железнодорожных станций ДЦС-3 Московской дирекции управления движением. По основному применению является промежуточной, по объёму работы отнесена к 4 классу.
Рядом со станцией к востоку находится населённый пункт Горенская городского округа Калуга, далее по дороге можно выйти к лесному/ёлочному питомнику, и далее к селу Муратовка и станции Муратовка. Вдоль станции к западу проходит граница городского округа Калуга и Дзержинского района Калужской области.
На станции четыре транзитных пути главного хода Киевского направления и один путь (№ 6) соединительной ветки на северо-восток на станцию Муратовка (съезд на хордовую линию Вязьма — Сызрань в сторону Калуги I). Всего одна восточная боковая пассажирская платформа у пути № 6, к которой могут прибывать поезда только по упомянутой ветви, с главного хода со стороны Москвы стрелочные съезды отсутствуют.
Через станцию проходят пригородные электропоезда — пять пар Калуга I — Сухиничи-Главные / Сухиничи-Узловые. До июня 2017 года по главному ходу также ходили электропоезда Москва-Киевская — Калуга II, но они проходили станцию без остановки (нет пассажирских платформ на транзитных путях главного хода).